# 태연의 아주 특별한 하루
SM TOWN의 소극장 콘서트 브랜드 〈THE AGIT〉의 일환으로 소녀시대의 태연의 단독 콘서트 테마이다.

## 일정
| 일정             | 도시 | 국가     | 장소           | 관객 수      |
| ---------------- | ---- | -------- | -------------- | ------------ |
| 2015년 10월 23일 | 서울 | 대한민국 | SMTOWN THEATRE | 통산 5,600명 |
| 2015년 10월 24일 | 서울 | 대한민국 | SMTOWN THEATRE | 통산 5,600명 |
| 2015년 10월 25일 | 서울 | 대한민국 | SMTOWN THEATRE | 통산 5,600명 |
| 2015년 10월 29일 | 서울 | 대한민국 | SMTOWN THEATRE | 통산 5,600명 |
| 2015년 10월 30일 | 서울 | 대한민국 | SMTOWN THEATRE | 통산 5,600명 |
| 2015년 10월 31일 | 서울 | 대한민국 | SMTOWN THEATRE | 통산 5,600명 |
| 2015년 11월 1일  | 서울 | 대한민국 | SMTOWN THEATRE | 통산 5,600명 |

## 세트 리스트
- Concert Start -
- I

- Ment -
- 먼저 말해줘 (Farewell)
- Set Me Free

- VCR #1 -
- 그리고 하나
- 미치게 보고싶은

- VCR #2 - 
- 들리나요
- 만약에

- VCR #3 -
- Holler
- EYES
- Twinkle

- Ment -
- 스트레스 (Stress)

- VCR #4 -

- Reading Letter -
- 사랑해요 (I Love You)1주 차 / I'm In Love2주 차[4]

- Ment + Guest Book Interactive - 
- Love Me Like You Do[5]

- Ment -
- Merry-Go-Round1주 차 / Lion Heart2주 차
- Lion Heart1주 차 / Top Secret2주 차

- Band Introduction -
- Dancing Queen1주 차 / Goodbye2주 차

- Encore -
- U R

- VCR #5 -
- 쌍둥이자리 (Gemini)